# Ватерполо за мушкарце на Летњим олимпијским играма 2012.
26. олимпијски турнир у ватерполу за мушкарце одржан је у оквиру Летњих олимпијских игара 2012. у Лондону у периоду од 29. јула до 12. августа на базену Ватерполо арене у Олимпијском парку.
Учествовало је 12 репрезентација подељених у почетку подељених у две групе са по 6 екипа. Сваки тим је имао максимално 13 пријављених играча. Одигране су укупно 42 утакмице, од чега чак 30 у групној фази такмичења. Бранилац титуле из Пекинга је била селекција Мађарске.
Мађари су у Лондону изгубили од Италије у четвртфиналу са 11:9. Прву олимпијску титулу у историји освојила је репрезентација Хрватске која је у финалу победила Италију са 8:6, док је треће место освојила репрезентација Србије која је у репризи утакмице за треће место из Пекинга поново победила Црну Гору са 12:11.
Најбољи стрелац овог олимпијског турнира је био репрезентативац Србије, Андрија Прлаиновић који је у 8 утакмица постигао 22 гола.

## Освајачи медаља
| Злато    | Сребро  | Бронза |  |  |  |  |
|          |         |        |  |  |  |  |
| Хрватска | Италија | Србија |  |  |  |  |

## Учесници
| Репрезентација       | Квалификација                   | Последње учешће         | Најбољи пласмани                                       |
| -------------------- | ------------------------------- | ----------------------- | ------------------------------------------------------ |
| Аустралија           | Океанија                        | Пекинг 2008: 8. место   | 5. место (1984, 1992)                                  |
| Хрватска             | 3. место на СП 2011.            | Пекинг 2008: 6. место   | (1996)                                                 |
| Уједињено Краљевство | Домаћин турнира                 | Мелбурн 1956: 7. место  | (1900, 1908, 1912, 1920)                               |
| Грчка                | 3. на светским квалификацијама  | Пекинг 2008: 7. место   | 4. место (2004)                                        |
| Италија              | 1. на СП 2011.                  | Пекинг 2008: 9. место   | (1948, 1960, 1992)                                     |
| Казахстан            | 1. на азијским квалификацијама  | Атина 2004: 11. место   | 9. место (2000)                                        |
| Црна Гора            | 1. на светским квалификацијама  | Пекинг 2008: 4. место   | 4. место (2008)                                        |
| Румунија             | 4. на светским квалификацијама  | Атланта 1996: 11. место | 4. место (1976)                                        |
| Србија               | 1. на СЛ 2011.                  | Пекинг 2008: Бронза     | (2008)                                                 |
| Шпанија              | 2. на светским квалификацијама  | Пекинг 2008: 5. место   | (1996)                                                 |
| Сједињене Државе     | 1. на панамеричким играма 2011. | Пекинг 2008: Сребро     | (1904)                                                 |
| Мађарска             | 4. на СП 2011.                  | Пекинг 2008: Злато      | (1932, 1936, 1952, 1956, 1964, 1976, 2000, 2004, 2008) |

## Групна фаза
Жреб за групну фазу такмичења одржан је 7. маја 2012. У групној фази игра се системом свако са сваким, а четири најбоље екипе из сваке групе обезбедиле су пролаз у четврфинале (нокаут фазу).

### Група А
| 29. јун 2012. 10:00 | Извештај | Грчка                                        | 6 : 8   | Хрватска                 | Ватерполо арена Судије: Адријан Александреску (РУМ), György Juhász (МАЂ) |
| 29. јун 2012. 10:00 | Извештај | Резултати по четвртинама: 2:1, 1:2, 2:2, 1:3 |         |                          | Ватерполо арена Судије: Адријан Александреску (РУМ), György Juhász (МАЂ) |
| 29. јун 2012. 10:00 | Извештај | Фунтулис, Мурикис 2                          | Стрелци | Сукно, Бошковић, Добуд 2 | Ватерполо арена Судије: Адријан Александреску (РУМ), György Juhász (МАЂ) |

| 29. јул 2012. 11:20 | Извештај | Казахстан                                    | 6 : 14  | Шпанија  | Ватерполо арена Судије: Марио Бргуљан (ЦГ), Улрих Шпигел (НЕМ) |
| 29. јул 2012. 11:20 | Извештај | Резултати по четвртинама: 2:4, 1:5, 1:3, 2:2 |         |          | Ватерполо арена Судије: Марио Бргуљан (ЦГ), Улрих Шпигел (НЕМ) |
| 29. јул 2012. 11:20 | Извештај | [Владимир Ушаков[Ушаков                      | Стрелци | Пероне 5 | Ватерполо арена Судије: Марио Бргуљан (ЦГ), Улрих Шпигел (НЕМ) |

| 29. јул 2012. 14:10 | Извештај | Италија                                      | 8 : 5   | Аустралија    | Ватерполо арена Судије: Борис Маргета (СЛО), Radoslaw Koryzna (ПОЉ) |
| 29. јул 2012. 14:10 | Извештај | Резултати по четвртинама: 3:0, 2:2, 0:1, 3:2 |         |               | Ватерполо арена Судије: Борис Маргета (СЛО), Radoslaw Koryzna (ПОЉ) |
| 29. јул 2012. 14:10 | Извештај | Фелуго, Ђорђети 2                            | Стрелци | 5 играча по 1 | Ватерполо арена Судије: Борис Маргета (СЛО), Radoslaw Koryzna (ПОЉ) |

| 31. јул 11:20 | Извештај | Хрватска                                     | 8 : 7   | Шпанија   | Ватерполо арена Судије: Борис Маргета (СЛО), Radoslaw Koryzna (ПОЉ) |
| 31. јул 11:20 | Извештај | Резултати по четвртинама: 2:1, 3:2, 2:4, 1:0 |         |           | Ватерполо арена Судије: Борис Маргета (СЛО), Radoslaw Koryzna (ПОЉ) |
| 31. јул 11:20 | Извештај | Добуд, Сукно 2                               | Стрелци | Еспањол 4 | Ватерполо арена Судије: Борис Маргета (СЛО), Radoslaw Koryzna (ПОЉ) |

| 31. јул 14:10 | Извештај | Аустралија                                   | 7 : 4   | Казахстан     | Ватерполо арена Судије: Адријан Александреску (РУМ), Улрих Шпигел (НЕМ) |
| 31. јул 14:10 | Извештај | Резултати по четвртинама: 2:1, 2:0, 2:2, 1:1 |         |               | Ватерполо арена Судије: Адријан Александреску (РУМ), Улрих Шпигел (НЕМ) |
| 31. јул 14:10 | Извештај | Хауден 2                                     | Стрелци | 4 играча по 1 | Ватерполо арена Судије: Адријан Александреску (РУМ), Улрих Шпигел (НЕМ) |

| 31. јул 15:30 | Извештај | Грчка                                        | 7 : 7   | Италија            | Ватерполо арена Судије: Маријо Бргуљан (ЦГ), Михајло Ћирић (СРБ) |
| 31. јул 15:30 | Извештај | Резултати по четвртинама: 2:1, 1:2, 2:3, 2:1 |         |                    | Ватерполо арена Судије: Маријо Бргуљан (ЦГ), Михајло Ћирић (СРБ) |
| 31. јул 15:30 | Извештај | Фунтулис, Афрудакис 2                        | Стрелци | Прешути, Ђорђети 2 | Ватерполо арена Судије: Маријо Бргуљан (ЦГ), Михајло Ћирић (СРБ) |

| 2. август 10:00 | Извештај | Шпанија                                      | 13 : 9  | Аустралија | Ватерполо арена Судије: Михајло Ћирић (СРБ), Стивен Ротстарт (САД) |
| 2. август 10:00 | Извештај | Резултати по четвртинама: 2:1, 3:3, 4:1, 4:4 |         |            | Ватерполо арена Судије: Михајло Ћирић (СРБ), Стивен Ротстарт (САД) |
| 2. август 10:00 | Извештај | 3 играча по 2                                | Стрелци | Милер 5    | Ватерполо арена Судије: Михајло Ћирић (СРБ), Стивен Ротстарт (САД) |

| 2. август 11:20 | Извештај | Казахстан                                    | 4 : 11  | Грчка      | Ватерполо арена Судије: Улрих Шпигел (НЕМ), Брајан Литкџон (ВБ) |
| 2. август 11:20 | Извештај | Резултати по четвртинама: 1:2, 0:4, 1:3, 2:2 |         |            | Ватерполо арена Судије: Улрих Шпигел (НЕМ), Брајан Литкџон (ВБ) |
| 2. август 11:20 | Извештај | Укуманов 2                                   | Стрелци | Фунтулис 5 | Ватерполо арена Судије: Улрих Шпигел (НЕМ), Брајан Литкџон (ВБ) |

| 2. август 14:10 | Извештај | Италија                                      | 6 : 11  | Хрватска          | Ватерполо арена Судије: Gyorgy Juhasz (МАЂ), Адријан Александреску (РУМ) |
| 2. август 14:10 | Извештај | Резултати по четвртинама: 3:4, 1:1, 1:3, 1:3 |         |                   | Ватерполо арена Судије: Gyorgy Juhasz (МАЂ), Адријан Александреску (РУМ) |
| 2. август 14:10 | Извештај | Гало, Фиђоли 2                               | Стрелци | Сукно, Бошковић 3 | Ватерполо арена Судије: Gyorgy Juhasz (МАЂ), Адријан Александреску (РУМ) |

| 4. август 15:30 | Извештај | Хрватска                                     | 11 : 6  | Аустралија | Ватерполо арена Судије: Улрих Шпигел (НЕМ), Gyorgy Juhasz (МАЂ) |
| 4. август 15:30 | Извештај | Резултати по четвртинама: 2:1, 3:1, 3:2, 3:2 |         |            | Ватерполо арена Судије: Улрих Шпигел (НЕМ), Gyorgy Juhasz (МАЂ) |
| 4. август 15:30 | Извештај | Јоковић 3                                    | Стрелци | Валан 3    | Ватерполо арена Судије: Улрих Шпигел (НЕМ), Gyorgy Juhasz (МАЂ) |

| 4. август 18:20 | Извештај | Грчка                                        | 9 : 11  | Шпанија       | Ватерполо арена Судије: Маријо Бргуљан (ЦГ), Адријан Александреску (РУН) |
| 4. август 18:20 | Извештај | Резултати по четвртинама: 3:4, 2:4, 2:1, 2:2 |         |               | Ватерполо арена Судије: Маријо Бргуљан (ЦГ), Адријан Александреску (РУН) |
| 4. август 18:20 | Извештај | Делакас 2                                    | Стрелци | 3 играча по 2 | Ватерполо арена Судије: Маријо Бргуљан (ЦГ), Адријан Александреску (РУН) |

| 4. август 19:40 | Извештај | Италија                                      | 9 : 6   | Казахстан         | Ватерполо арена Судије: Антон Бервоетс (ХОЛ), Кори Вилијамс (НЗЛ) |
| 4. август 19:40 | Извештај | Резултати по четвртинама: 4:2, 4:2, 1:1, 0:1 |         |                   | Ватерполо арена Судије: Антон Бервоетс (ХОЛ), Кори Вилијамс (НЗЛ) |
| 4. август 19:40 | Извештај | 4 играча по 2                                | Стрелци | Шмидер, Жиљајев 2 | Ватерполо арена Судије: Антон Бервоетс (ХОЛ), Кори Вилијамс (НЗЛ) |

| 6. август 10:00 | Извештај | Хрватска                                     | 12 : 4  | Казахстан | Ватерполо арена Судије: Херман Молер (АРГ), Брајан Литлџон (ВБ) |
| 6. август 10:00 | Извештај | Резултати по четвртинама: 0:4, 1:1, 2:4, 1:3 |         |           | Ватерполо арена Судије: Херман Молер (АРГ), Брајан Литлџон (ВБ) |
| 6. август 10:00 | Извештај | Жиљајев 2                                    | Стрелци | Добуд 5   | Ватерполо арена Судије: Херман Молер (АРГ), Брајан Литлџон (ВБ) |

| 6. август 11:20 | Извештај | Грчка                                        | 8 : 13  | Аустралија | Ватерполо арена Судије: Михајло Ћирић (СРБ), Серхи Санчез (ШПА) |
| 6. август 11:20 | Извештај | Резултати по четвртинама: 2:3, 3:5, 1:3, 2:2 |         |            | Ватерполо арена Судије: Михајло Ћирић (СРБ), Серхи Санчез (ШПА) |
| 6. август 11:20 | Извештај | Катцитеодору 3                               | Стрелци | Хауден 3   | Ватерполо арена Судије: Михајло Ћирић (СРБ), Серхи Санчез (ШПА) |

| 6. август 14:10 | Извештај | Шпанија                                      | 7 : 10  | Италија  | Ватерполо арена Судије: Адријан Александреску (РУМ), Драган Штампалија (ХРВ) |
| 6. август 14:10 | Извештај | Резултати по четвртинама: 0:2, 3:4, 1:2, 3:2 |         |          | Ватерполо арена Судије: Адријан Александреску (РУМ), Драган Штампалија (ХРВ) |
| 6. август 14:10 | Извештај | Еспањол 3                                    | Стрелци | Премуш 3 | Ватерполо арена Судије: Адријан Александреску (РУМ), Драган Штампалија (ХРВ) |

| Репрезентација | ОУ | П | Н | И | ДГ | ПГ | РГ  | Бод |
| -------------- | -- | - | - | - | -- | -- | --- | --- |
| Хрватска       | 5  | 5 | 0 | 0 | 50 | 29 | +21 | 10  |
| Италија        | 5  | 3 | 1 | 1 | 40 | 36 | +4  | 7   |
| Шпанија        | 5  | 3 | 0 | 2 | 52 | 42 | +10 | 6   |
| Аустралија     | 5  | 2 | 0 | 3 | 40 | 44 | -4  | 4   |
| Грчка          | 5  | 1 | 1 | 3 | 41 | 43 | -2  | 3   |
| Казахстан      | 5  | 0 | 0 | 5 | 24 | 53 | -29 | 0   |

### Група Б
| 29. јул 2012. 15:30 | Извештај | Мађарска                                     | 10 : 14 | Србија       | Ватерполо арена |
| 29. јул 2012. 15:30 | Извештај | Резултати по четвртинама: 2–2, 1–3, 3–5, 4–4 |         |              | Ватерполо арена |
| 29. јул 2012. 15:30 | Извештај | Де. Варга, Да. Варга, Мадараш 2              | Стрелци | Прлаиновић 5 | Ватерполо арена |

| 29. јул 2012. 18:20 | Извештај | Румунија                                     | 13 : 4 | Уједињено Краљевство | Ватерполо арена |
| 29. јул 2012. 18:20 | Извештај | Резултати по четвртинама: 2–1, 4–0, 3–2, 4–1 |        |                      | Ватерполо арена |

| 29. јул 2012. 19:40 | Извештај | Црна Гора                                    | 7 : 8   | Сједињене Државе | Ватерполо арена |
| 29. јул 2012. 19:40 | Извештај | Резултати по четвртинама: 1–1, 1–3, 2–2, 3–2 |         |                  | Ватерполо арена |
| 29. јул 2012. 19:40 | Извештај | Ивовић 3                                     | Стрелци | Варељас 3        | Ватерполо арена |

| 31. јул 2012. 10:40 | Извештај | Мађарска                                     | 10 : 11 | Црна Гора | Ватерполо арена |
| 31. јул 2012. 10:40 | Извештај | Резултати по четвртинама: 2–2, 3–4, 3–3, 2–2 |         |           | Ватерполо арена |
| 31. јул 2012. 10:40 | Извештај | Бирош 3                                      | Стрелци | Бргуљан 3 | Ватерполо арена |

| 31. јул 2012. 18:20 | Извештај | Србија                                       | 21 : 7  | Уједињено Краљевство | Ватерполо арена |
| 31. јул 2012. 18:20 | Извештај | Резултати по четвртинама: 3–3, 7–1, 6–1, 5–2 |         |                      | Ватерполо арена |
| 31. јул 2012. 18:20 | Извештај | Прлаиновић 5                                 | Стрелци | Фајџес 3             | Ватерполо арена |

| 31. јул 2012. 19:40 | Извештај | Сједињене Државе                             | 10 : 8  | Румунија | Ватерполо арена |
| 31. јул 2012. 19:40 | Извештај | Резултати по четвртинама: 3–3, 1–2, 3–0, 3–3 |         |          | Ватерполо арена |
| 31. јул 2012. 19:40 | Извештај | Варељас, Бејли 2                             | Стрелци | Раду 4   | Ватерполо арена |

| 2. август 14:10 | Извештај | Црна Гора                                    | 11 : 11 | Србија       | Ватерполо арена |
| 2. август 14:10 | Извештај | Резултати по четвртинама: 1:3, 2:1, 5:4, 3:3 |         |              | Ватерполо арена |
| 2. август 14:10 | Извештај | Ивовић 3                                     | Стрелци | Прлаиновић 5 | Ватерполо арена |

| 2. август 15:30 | Извештај | Румунија                                     | 15 : 17 | Мађарска  | Ватерполо арена |
| 2. август 15:30 | Извештај | Резултати по четвртинама: 4–5, 5–4, 2-5, 4-3 |         |           | Ватерполо арена |
| 2. август 15:30 | Извештај | Бушила, Гибан 3                              | Стрелци | Мадараш 5 | Ватерполо арена |

| 2. август 18:20 | Извештај | Уједињено Краљевство                         | 7 : 13  | Сједињене Државе | Ватерполо арена |
| 2. август 18:20 | Извештај | Резултати по четвртинама: 0–5, 3–3, 3–2, 1–3 |         |                  | Ватерполо арена |
| 2. август 18:20 | Извештај | Паркер 3                                     | Стрелци | Азеведо 4        | Ватерполо арена |

| 4. август 14:10 | Извештај | Црна Гора                                    | 12 : 8  | Румунија | Ватерполо арена |
| 4. август 14:10 | Извештај | Резултати по четвртинама: 3–1, 2–1, 3–2, 4–4 |         |          | Ватерполо арена |
| 4. август 14:10 | Извештај | Ивовић 3                                     | Стрелци | Ђакону 3 | Ватерполо арена |

| 4. август 18:20 | Извештај | Мађарска                                     | 17 : 6  | Уједињено Краљевство | Ватерполо арена |
| 4. август 18:20 | Извештај | Резултати по четвртинама: 6–1, 5–4, 4–0, 2–1 |         |                      | Ватерполо арена |
| 4. август 18:20 | Извештај | Касаш, Мадараш 3                             | Стрелци | шест играча 1        | Ватерполо арена |

| 4. август 19:40 | Извештај | Србија                                       | 11 : 6  | Сједињене Државе | Ватерполо арена |
| 4. август 19:40 | Извештај | Резултати по четвртинама: 4–1, 1–2, 3–1, 3–2 |         |                  | Ватерполо арена |
| 4. август 19:40 | Извештај | Удовичић 3                                   | Стрелци | Бејли 2          | Ватерполо арена |

| 6. август 14:10 | Извештај | Румунија                                     | 4 : 12  | Србија            | Ватерполо арена |
| 6. август 14:10 | Извештај | Резултати по четвртинама: 0–3, 1–3, 0–4, 3–2 |         |                   | Ватерполо арена |
| 6. август 14:10 | Извештај | четири играча 1                              | Стрелци | Никић, Митровић 3 | Ватерполо арена |

| 6. август 15:30 | Извештај | Мађарска                                     | 11 : 6  | Сједињене Државе | Ватерполо арена |
| 6. август 15:30 | Извештај | Резултати по четвртинама: 1–0, 5–2, 4–1, 1–3 |         |                  | Ватерполо арена |
| 6. август 15:30 | Извештај | Хошњански 3                                  | Стрелци | шест играча 1    | Ватерполо арена |

| 6. август 18:20 | Извештај | Уједињено Краљевство                         | 4 : 13  | Црна Гора  | Ватерполо арена |
| 6. август 18:20 | Извештај | Резултати по четвртинама: 1–4, 2–4, 1–2, 0–3 |         |            | Ватерполо арена |
| 6. август 18:20 | Извештај | четири играча 1                              | Стрелци | Злоковић 3 | Ватерполо арена |

| Репрезентација       | ОУ | П | Н | И | ДГ | ПГ | РГ  | Бод |
| -------------------- | -- | - | - | - | -- | -- | --- | --- |
| Србија               | 5  | 4 | 1 | 0 | 69 | 38 | +31 | 9   |
| Црна Гора            | 5  | 3 | 1 | 1 | 54 | 41 | +13 | 7   |
| Мађарска             | 5  | 3 | 0 | 2 | 65 | 52 | +13 | 6   |
| Сједињене Државе     | 5  | 3 | 0 | 2 | 43 | 44 | -1  | 6   |
| Румунија             | 5  | 1 | 0 | 4 | 48 | 55 | -7  | 2   |
| Уједињено Краљевство | 5  | 0 | 0 | 5 | 28 | 77 | -49 | 0   |

## Елиминациона фаза
|  | Четвртфинале      | Четвртфинале       |                    |    | Полуфинале  | Полуфинале  |  |  | Финале | Финале |
|  |                   |                    |                    |    |             |             |  |  |        |        |
|  | 8. август - 20:00 |                    |                    |    |             |             |  |  |        |        |
|  |                   |                    |                    |    |             |             |  |  |        |        |
|  | Хрватска          | 8                  |                    |    |             |             |  |  |        |        |
|  | Хрватска          | 8                  | 10. август - 15:40 |    |             |             |  |  |        |        |
|  | Сједињене Државе  | 2                  |                    |    |             |             |  |  |        |        |
|  | Сједињене Државе  | 2                  | Хрватска           | 7  |             |             |  |  |        |        |
|  | 8. август - 14:30 |                    | Хрватска           | 7  |             |             |  |  |        |        |
|  |                   | Црна Гора          | 5                  |    |             |             |  |  |        |        |
|  | Шпанија           | Црна Гора          | 5                  | 9  |             |             |  |  |        |        |
|  | Шпанија           |                    | 12. август - 15:50 | 9  |             |             |  |  |        |        |
|  | Црна Гора         | 11                 |                    |    |             |             |  |  |        |        |
|  | Црна Гора         | 11                 | Хрватска           | 8  |             |             |  |  |        |        |
|  | 8. август - 28:40 |                    | Хрватска           | 8  |             |             |  |  |        |        |
|  |                   | Италија            | 6                  |    |             |             |  |  |        |        |
|  | Мађарска          | Италија            | 6                  | 9  |             |             |  |  |        |        |
|  | Мађарска          | 10. август - 20:50 |                    | 9  |             |             |  |  |        |        |
|  | Италија           | 11                 |                    |    |             |             |  |  |        |        |
|  | Италија           | 11                 | Италија            | 9  |             |             |  |  |        |        |
|  | 8. август - 15:50 |                    | Италија            | 9  |             |             |  |  |        |        |
|  |                   | Србија             | 7                  |    | Треће место | Треће место |  |  |        |        |
|  | Аустралија        | Србија             | 7                  | 8  | Треће место | Треће место |  |  |        |        |
|  | Аустралија        |                    | 12. август - 15:30 | 8  |             |             |  |  |        |        |
|  | Србија            | 11                 |                    |    |             |             |  |  |        |        |
|  | Србија            | 11                 | Црна Гора          | 11 |             |             |  |  |        |        |
|  |                   |                    |                    |    |             |             |  |  |        |        |
|  | Србија            | 12                 |                    |    |             |             |  |  |        |        |
|  | Србија            | 12                 |                    |    |             |             |  |  |        |        |

Полуфинале од петог до седмог места
|  | Полуфинале         | Полуфинале |                    |    | Финале | Финале |
|  |                    |            |                    |    |        |        |
|  | 10. август - 14:20 |            |                    |    |        |        |
|  |                    |            |                    |    |        |        |
|  | Сједињене Државе   | 7          |                    |    |        |        |
|  | Сједињене Државе   | 7          | 12. август - 11:40 |    |        |        |
|  | Шпанија            | 8          |                    |    |        |        |
|  | Шпанија            | 8          | Шпанија            | 8  |        |        |
|  | 10. август - 18:30 |            | Шпанија            | 8  |        |        |
|  |                    | Мађарска   | 14                 |    |        |        |
|  | Мађарска           | Мађарска   | 14                 | 10 |        |        |
|  | Мађарска           |            |                    | 10 |        |        |
|  | Аустралија         | 9          |                    |    |        |        |
|  | Аустралија         | 9          | Треће место        |    |        |        |
|  |                    |            |                    |    |        |        |
|  | 12. август - 10:20 |            |                    |    |        |        |
|  |                    |            |                    |    |        |        |
|  | Сједињене Државе   | 9          |                    |    |        |        |
|  | Сједињене Државе   | 9          |                    |    |        |        |
|  | Аустралија         | 10         |                    |    |        |        |

### Четвртфинале
| 8. август 2012. 14:30 | Ивештај | Шпанија                                      | 9 : 11  | Црна Гора  | Ватерполо арена |
| 8. август 2012. 14:30 | Ивештај | Резултати по четвртинама: 4–4, 1–3, 1–3, 3–1 |         |            | Ватерполо арена |
| 8. август 2012. 14:30 | Ивештај | Тријас, Мигел 2                              | Стрелци | Злоковић 4 | Ватерполо арена |

| 8. август 2012. 15:50 | Извештај | Аустралија                                   | 8 : 11  | Србија      | Ватерполо арена |
| 8. август 2012. 15:50 | Извештај | Резултати по четвртинама: 3–2, 4–2, 1–2, 0–5 |         |             | Ватерполо арена |
| 8. август 2012. 15:50 | Извештај | Кембел, Бидсворт 2                           | Стрелци | Филиповић 3 | Ватерполо арена |

| 8. август 2012. 18:40 | Извештај | Италија                                      | 11 : 9  | Мађарска  | Ватерполо арена |
| 8. август 2012. 18:40 | Извештај | Резултати по четвртинама: 2–2, 3–2, 3–1, 3–4 |         |           | Ватерполо арена |
| 8. август 2012. 18:40 | Извештај | Фелуго, Прешути, Фиљоли 3                    | Стрелци | Мадараш 3 | Ватерполо арена |

| 8. август 2012. 20:00 | Извештај | Хрватска                                     | 8 : 2   | Сједињене Државе | Ватерполо арена |
| 8. август 2012. 20:00 | Извештај | Резултати по четвртинама: 2–0, 3–0, 2–2, 1–0 |         |                  | Ватерполо арена |
| 8. август 2012. 20:00 | Извештај | Бошковић, Обрадовић 2                        | Стрелци | Бејли, Варељас 1 | Ватерполо арена |

### Полуфинале
| 10. август 2012. 15:40 | Извештај | Хрватска                                     | 7 : 5   | Црна Гора          | Ватерполо арена Судије: Данијел Флаив (АУС), Георгиос Ставридис (ГРЧ) |
| 10. август 2012. 15:40 | Извештај | Резултати по четвртинама: 3:1, 2:0, 2:2, 0:2 |         |                    | Ватерполо арена Судије: Данијел Флаив (АУС), Георгиос Ставридис (ГРЧ) |
| 10. август 2012. 15:40 | Извештај | Сукно 2                                      | Стрелци | Ивовић, Гојковић 2 | Ватерполо арена Судије: Данијел Флаив (АУС), Георгиос Ставридис (ГРЧ) |

| 10. август 2012. 19:50 | Извештај | Италија                                      | 9 : 7   | Србија     | Ватерполо арена Судије: Серхи Санчезз (ШПА), Адријан Александреску (РУМ) |
| 10. август 2012. 19:50 | Извештај | Резултати по четвртинама: 4:2, 2:2, 2:1, 1:2 |         |            | Ватерполо арена Судије: Серхи Санчезз (ШПА), Адријан Александреску (РУМ) |
| 10. август 2012. 19:50 | Извештај | Гало 3                                       | Стрелци | Удовичић 3 | Ватерполо арена Судије: Серхи Санчезз (ШПА), Адријан Александреску (РУМ) |

### Полуфинале од 5—7. места
| 10. август 2012. 14:20 | Извештај | Сједињене Државе                             | 7 : 8   | Шпанија  | Ватерполо арена Судије: Маријо Бргуљан (ХРВ), Gyorgy Juhasz (МАЂ) |
| 10. август 2012. 14:20 | Извештај | Резултати по четвртинама: 1:3, 1:2, 2:1, 3:2 |         |          | Ватерполо арена Судије: Маријо Бргуљан (ХРВ), Gyorgy Juhasz (МАЂ) |
| 10. август 2012. 14:20 | Извештај | Паверс, Бојбин 2                             | Стрелци | Пероне 3 | Ватерполо арена Судије: Маријо Бргуљан (ХРВ), Gyorgy Juhasz (МАЂ) |

| 10. август 2012. 18:30 | Извештај | Мађарска                                     | 10 : 9  | Аустралија    | Ватерполо арена Судије: Михајло Ћирич (СРБ), Херман Молер (АРГ) |
| 10. август 2012. 18:30 | Извештај | Резултати по четвртинама: 4:2, 2:4, 1:0, 3:3 |         |               | Ватерполо арена Судије: Михајло Ћирич (СРБ), Херман Молер (АРГ) |
| 10. август 2012. 18:30 | Извештај | Мадараш, Бирош 3                             | Стрелци | 3 играча по 2 | Ватерполо арена Судије: Михајло Ћирич (СРБ), Херман Молер (АРГ) |

### Утакмица за седмо место
| 12. август 2012. 10:20 | Извештај | Сједињене Државе                             | 9 : 10  | Аустралија      | Ватерполо арена Судије: Драган Штампалија (ХРВ), Улрих Шпигел (НЕМ) |
| 12. август 2012. 10:20 | Извештај | Резултати по четвртинама: 1:3, 2:2, 1:3, 5:2 |         |                 | Ватерполо арена Судије: Драган Штампалија (ХРВ), Улрих Шпигел (НЕМ) |
| 12. август 2012. 10:20 | Извештај | 4 играча по 2                                | Стрелци | Милер, Кембел 3 | Ватерполо арена Судије: Драган Штампалија (ХРВ), Улрих Шпигел (НЕМ) |

### Утакмица за пето место
| 12. август 2012. 11:40 | Извештај | Шпанија                                      | 8 : 14  | Мађарска      | Ватерполо арена Судије: Маријо Бргуљан (ЦГ), Алан Балфанбајев (КАЗ) |
| 12. август 2012. 11:40 | Извештај | Резултати по четвртинама: 1:4, 2:3, 1:5, 4:2 |         |               | Ватерполо арена Судије: Маријо Бргуљан (ЦГ), Алан Балфанбајев (КАЗ) |
| 12. август 2012. 11:40 | Извештај | Мингел 3                                     | Стрелци | 6 играча по 2 | Ватерполо арена Судије: Маријо Бргуљан (ЦГ), Алан Балфанбајев (КАЗ) |

### Утакмица за треће место
| 12. август 2012. 14:30 | Извештај | Црна Гора                                    | 11 : 12 | Србија      | Ватерполо арена Судије: Масилијамо Капути (ИТА), Георгиос Ставридис (ГРЧ) |
| 12. август 2012. 14:30 | Извештај | Резултати по четвртинама: 2:3, 3:1, 5:4, 1:4 |         |             | Ватерполо арена Судије: Масилијамо Капути (ИТА), Георгиос Ставридис (ГРЧ) |
| 12. август 2012. 14:30 | Извештај | Ивовић 3                                     | Стрелци | Филиповић 3 | Ватерполо арена Судије: Масилијамо Капути (ИТА), Георгиос Ставридис (ГРЧ) |

### Утакмица за златну медаљу
| 12. август 2012. 15:50 | Извештај | Хрватска                                     | 8 : 6   | Италија  | Ватерполо арена Судије: Серхи Санчез (ШПА), Gyorgy Juhasz (МАЂ) |
| 12. август 2012. 15:50 | Извештај | Резултати по четвртинама: 1:2, 2:0, 2:1, 3:3 |         |          | Ватерполо арена Судије: Серхи Санчез (ШПА), Gyorgy Juhasz (МАЂ) |
| 12. август 2012. 15:50 | Извештај | Јоковић 3                                    | Стрелци | Фелуго 3 | Ватерполо арена Судије: Серхи Санчез (ШПА), Gyorgy Juhasz (МАЂ) |

| 2° место Италија | Олимпијски победник у ватерполу за мушкарце Хрватска 1° титула | 3° место Србија |

## Коначан пласман
| \| Пласман \| Репрезентација \| \| ------- \| ---------------- \| \| Злато \| Хрватска \| \| Сребро \| Италија \| \| Бронза \| Србија \| \| 4. \| Црна Гора \| \| 5. \| Мађарска \| \| 6. \| Шпанија \| \| 7. \| Аустралија \| \| 8. \| Сједињене Државе \| \| 9. \| Грчка \| \| 10. \| Румунија \| \| 11. \| Казахстан \| \| 12. \| Велика Британија \| | Награде Идеални тим Голман : Јосип Павић Центар : Никша Добуд Средњи бек : Александар Ивовић Спољни бекови : Маурицио Фелуго , Филип Филиповић , Фелипе Пероне , Андрија Прлаиновић Најбољи стрелац Андрија Прлаиновић 22 гола |
| Пласман | Репрезентација |
| Злато | Хрватска |
| Сребро | Италија |
| Бронза | Србија |
| 4. | Црна Гора |
| 5. | Мађарска |
| 6. | Шпанија |
| 7. | Аустралија |
| 8. | Сједињене Државе |
| 9. | Грчка |
| 10. | Румунија |
| 11. | Казахстан |
| 12. | Велика Британија |